# Copa de Francia de Ciclismo
La Copa de Francia de Ciclismo es una competición profesional de ciclismo en ruta que se celebra anualmente en Francia.
Reúne en una clasificación las carreras de un día más importantes que se celebran en territorio francés, parecido a la ya desaparecida Copa del Mundo de Ciclismo. Forman parte de la clasificación todos los ciclistas que tienen contrato con equipos ciclistas franceses estableciendo un sistema de puntuación en función de la posición conseguida en cada clásica y a partir de ahí se crea la clasificación.
La prueba también se disputa por equipos, donde participan solamente los equipos franceses. Se contabilizan en cada carrera los puntos de los tres primeros clasificados de cada equipo y a través de esos puntos se establece la clasificación.
La Copa consta de entre 14 y 16 carreras de un día que han variado durante las diferentes ediciones de la prueba. Desde la creación de los Circuitos Continentales UCI en 2005 estas pruebas son las carreras francesas de categoría 1.Pro y 1.1 del UCI Europe Tour, excepto las que declinan estar en esta competición. Por ello esta copa tiene mucho más prestigio que otras copas nacionales al ser todas las pruebas profesionales y al poder participar todos los equipos profesionales, incluidos los WorldTeam.
Se celebra ininterrumpidamente desde 1992. El primer ganador fue el ciclista Jean Cyril Robin y el ciclista con más victorias es el francés Samuel Dumoulin con tres títulos.

## Sistema de puntos

### Clasificación individual
| Posición | 1  | 2  | 3  | 4  | 5  | 6  | 7  | 8  | 9  | 10 | 11 | 12 | 13 | 14 | 15 |
| Puntos   | 50 | 35 | 25 | 20 | 18 | 16 | 14 | 12 | 10 | 8  | 6  | 5  | 3  | 3  | 3  |

### Clasificación por equipos
| Posición | 1  | 2 | 3 | 4 | 5 | 6 | 7 | 8 | 9 |
| Puntos   | 12 | 9 | 8 | 7 | 6 | 5 | 4 | 3 | 2 |

## Palmarés por países
| Año  | Ganador              | Puntos | Segundo             | Puntos | Tercero             | Puntos | Mejor equipo                 |
| ---- | -------------------- | ------ | ------------------- | ------ | ------------------- | ------ | ---------------------------- |
| 1992 | Jean Cyril Robin     | 115    | Bruno Cornillet     | 80     | Laurent Desbiens    | 78     | Z                            |
| 1993 | Thierry Claveyrolat  | 210    | François Simon      | 105    | Eddy Seigneur       | 104    | Gan                          |
| 1994 | Ronan Pensec         | 130    | Richard Virenque    | 117    | Laurent Brochard    | 101    | Castorama                    |
| 1995 | Armand de Las Cuevas | 68     | Richard Virenque    | 67     | Christophe Mengin   | 65     | Gan                          |
| 1996 | Stéphane Heulot      | 140    | Laurent Jalabert    | 116    | Nicolas Jalabert    | 89     | Gan                          |
| 1997 | Nicolas Jalabert     | 173    | Laurent Roux        | 126    | Richard Virenque    | 73     | Française des Jeux           |
| 1998 | Pascal Lino          | 154    | Pascal Hervé        | 122    | Laurent Desbiens    | 120    | Casino                       |
| 1999 | Jaan Kirsipuu        | 187    | Pascal Chanteur     | 119    | Patrice Halgand     | 70     | Française des Jeux           |
| 2000 | Patrice Halgand      | 169    | Laurent Brochard    | 161    | Jaan Kirsipuu       | 122    | Crédit Agricole              |
| 2001 | Laurent Brochard     | 239    | Florent Brard       | 147    | Jaan Kirsipuu       | 126    | Jean Delatour                |
| 2002 | Franck Bouyer        | 136    | Laurent Lefèvre     | 100    | Cédric Vasseur      | 85     | Bonjour                      |
| 2003 | Jaan Kirsipuu        | 122    | Nicolas Vogondy     | 112    | Sylvain Chavanel    | 103    | Brioches La Boulangère       |
| 2004 | Thor Hushovd         | 199    | Pierrick Fédrigo    | 135    | Jérôme Pineau       | 111    | Crédit Agricole              |
| 2005 | Philippe Gilbert     | 162    | Ludovic Turpin      | 108    | Pierrick Fédrigo    | 65     | Française des Jeux           |
| 2006 | Lloyd Mondory        | 119    | Lilian Jégou        | 108    | Jimmy Casper        | 85     | Bouygues Telecom             |
| 2007 | Sébastien Chavanel   | 128    | Rémi Pauriol        | 102    | Yann Huguet         | 95     | Crédit Agricole              |
| 2008 | Jérôme Pineau        | 148    | David Le Lay        | 114    | Frédéric Guesdon    | 96     | Française des Jeux           |
| 2009 | Jimmy Casper         | 193    | Romain Feillu       | 100    | Anthony Geslin      | 96     | Française des Jeux           |
| 2010 | Leonardo Duque       | 145    | Florian Vachon      | 144    | Jonathan Hivert     | 130    | Bretagne-Schuller            |
| 2011 | Tony Gallopin        | 139    | Romain Feillu       | 124    | Sylvain Georges     | 93     | FDJ                          |
| 2012 | Samuel Dumoulin      | 232    | Julien Simon        | 159    | Laurent Pichon      | 94     | Bretagne-Schuller            |
| 2013 | Samuel Dumoulin      | 155    | Bryan Coquard       | 149    | Anthony Geslin      | 128    | FDJ.fr                       |
| 2014 | Julien Simon         | 194    | Samuel Dumoulin     | 121    | Yauheni Hutarovich  | 118    | Bretagne-Séché Environnement |
| 2015 | Nacer Bouhanni       | 178    | Baptiste Planckaert | 172    | Pierrick Fédrigo    | 151    | Bretagne-Séché Environnement |
| 2016 | Samuel Dumoulin      | 348    | Baptiste Planckaert | 330    | Romain Feillu       | 123    | HP BTP-Auber93               |
| 2017 | Laurent Pichon       | 228    | Nacer Bouhanni      | 169    | Flavien Dassonville | 101    | Fortuneo-Oscaro              |
| 2018 | Hugo Hofstetter      | 151    | Samuel Dumoulin     | 121    | Christophe Laporte  | 103    | Cofidis, Solutions Crédits   |
| 2019 | Marc Sarreau         | 211    | Benoît Cosnefroy    | 170    | Andrea Vendrame     | 102    | AG2R La Mondiale             |
| 2020 | Nacer Bouhanni       | 125    | Benoît Cosnefroy    | 85     | Josef Černý         | 64     | AG2R La Mondiale             |
| 2021 | Dorian Godon         | 191    | Elia Viviani        | 175    | Valentin Madouas    | 138    | AG2R Citroën                 |
| 2022 | Julien Simon         | 171    | Amaury Capiot       | 133    | Marc Sarreau        | 129    | TotalEnergies                |
| 2023 | Paul Penhoët         | 166    | Arnaud De Lie       | 135    | Valentin Ferron     | 120    | Cofidis                      |
| 2024 | Benoît Cosnefroy     | 156    | Paul Lapeira        | 153    | Clément Venturini   | 122    | Decathlon AG2R La Mondiale   |

| País     | Victorias |
| -------- | --------- |
| Francia  | 28        |
| Estonia  | 2         |
| Noruega  | 1         |
| Bélgica  | 1         |
| Colombia | 1         |

## Carreras sin puntuación
Las siguientes carreras ya no puntúan para la Copa de Francia de Ciclismo:
- Châteauroux Classic de l'Indre-Trophée Fenioux
- Clásica Haribo
- Grand Prix de Villers-Cotterêts
- Clásica de los Alpes
- La Côte Picarde
- Boucles de Seine Saint-Denis
- Gran Premio de Plouay
- Polymultipliée de l'Hautil
- Tour de Haut Var
- Gran Premio de la Villa de Rennes
- París-Bourges
- Trofeo de los Escaladores
- Flèche d’Emeraude
- Grand-Prix de Plouay
- La Classique Morbihan